# Пресичаща линия
В геометрията, пресичащата линия (на английски: transversal) е права (но е възможно и да е отсечка или лъч), която пресича две или повече прави разположени в същата равнина, като и двете прави ги пресича през различни точки. В повечето от случаите, правите през които пресичащата линия минава са успоредни. Когато тези прави са успоредни, пресичащата линия създава няколко сходни ъгли и няколко съседни ъгли.

## Терминология
|                     |  |                       |
| Външни кръстни ъгли |  | Вътрешни кръстни ъгли |

Когато правата l е пресичащата линия на две прави, m и n, тя създадава общо 8 ъгли. Има 4 вътрешни ъгли които са разположени между m и n, а останалите 4 ъгли се наричат външни ъгли. Всяка двойка вътрешни и външни ъгли са съседни ъгли. Чрез пресичането на правата l през правите m и n се създават и няколко двойки съответствуващи ъгли. Два съответствуващи ъгъла са разположени от същата страна на l, и от същата страна на m и n съответно. Всяка двойка съответствуващи ъгли е съставена от два ъгъла с една и съща мярка. По същия начин, кръстните ъгли са разположени на срещуположните страни на l и на срещуположните страни на m и n. В зависимост от тяхното местоположение, кръстните ъгли могат да бъдат външни кръстни ъгли или вътрешни кръстни ъгли. Кръстните ъгли имат една и съща мярка.